# 鄭棣 (瓊郡公)
鄭棣（越南语：／，?—?），越南黎中興朝第3代郑主成祖郑松的儿子。
黎敬宗弘定十五年（1614年）九月，郑松封王子鄭棣爲瓊郡公。黎神宗德隆四年（1632年）二月，越南朝廷禮部尙書少尉蘭郡公阮實等持節捧金册銀印，任命左捷軍營太傅崇郡公鄭橋爲欽差節制各處水步諸營、兼總內外、平章軍國重事、副掌國政、太尉、崇國公，開府爲雄威府，再分派官持節捧銀册、印，任命協義營太尉嵩郡公鄭樗爲嵩岳公，開府为協義府；扶義營太尉勇郡公鄭楷爲勇禮公，開府为扶義府；勝義營太傅瓊郡公鄭棣爲瓊巖公，開府爲勝義府。又任命阮潢之子太保附郡公阮潶，兵部尙書太保登郡公阮啟等爲太傅。阳和八年（1642年）九月，文祖郑梉差官分治各處，以副都將太保西郡公鄭柞出镇山南，太常寺卿范公著爲賛理；太保扶郡公鄭櫟鎭山西處，兵部右侍郎阮澄爲賛理；瓊巖公鄭棣出镇京北，工部右侍郎阮評爲贊理；少尉華郡公鄭榉出镇海陽，戶科都給事中阮仁著爲賛理。阳和九年（1643年）二月，郑梉命太保西郡公鄭柞、瓊巖公鄭棣，與賛理右侍郞阮光明、寺鄕范公著、阮名壽等，統兵出征順化阮福瀾，于中和社襲擊、擒斬阮氏裨將勝良侯，及俘獲書記文全子，進軍直抵日麗海門。黎真宗福泰四年（1646年）明朝大亂，龍州首領趙有湮被族兄趙有濤所殺，其子趙有啟向後黎朝求救。郑梉命瓊巖公鄭棣進兵太原攻高平，擒獲趙有濤及其家屬，調回京城，让他们和睦相处，再遣回本州。